# Cynopterus sphinx
Cynopterus sphinx је врста слепог миша из породице велики љиљци (Pteropodidae).

## Распрострањење
Ареал врсте Cynopterus sphinx обухвата већи број држава.
Врста има станиште у Индији, Кини, Пакистану, Тајланду, Лаосу, Вијетнаму, Бурми, Малезији, Индонезији, Бангладешу, Бутану, Камбоџи, Непалу, Шри Ланци и Хонгконгу.

## Станиште
Станиште врсте су шуме. Врста је присутна на подручју острва Суматра у Индонезији.

## Приказ парења
Овде је дат филм који приказује парење врсте.

## Угроженост
Ова врста је наведена као последња брига, јер има широко распрострањење и честа је врста.